# Zahhāk
Zahhāk o Zahāk (pron. zæhɒːk, in persiano ضحّاک‎), o ancora Bivar Asp (in persiano بیوَر اَسپ‎, che significa "colui che possiede 10.000 cavalli"), è una figura demoniaca della mitologia persiana, che compare nel folklore antico iranico come Aži Dahāka (Azh dahak), nome col quale viene citato nei testi dell'Avestā. In medio persiano è chiamato Dahāg o Bēvar-Asp, col, significato per quest'ultimo di "[colui che ha] 10.000 cavalli". Nello Zoroastrismo, Zahak (che è chiamato Aži Dahāka) è considerato il figlio di Angra Mainyu, il nemico di Ahura Mazdā.
Nella mitologia iraniana identifica il demone malevolo della tempesta. Ruba il bestiame e porta sventura agli uomini. È un mostro serpentino con tre teste e sei occhi che personifica l'oppressione babilonese sui Persiani. Il mostro verrà catturato dal dio guerriero Thraetaona (che poi diventerà Farīdūn) e posto sulla cima del monte Damavand. In un ultimo rigurgito di malvagità sfuggirà alla sua prigione, ma alla fine dei tempi (fraso-kereti) morirà nel fiume di fuoco Ayohsust.
Egli ha posto fine alla mitica età dell'oro in cui regnava Yima. All'epoca gli uomini vivevano in un giardino e non morivano ma, a causa di una menzogna, Yima perse il trono e il serpente Dahaka assunse il potere e lo uccise.

## Uso moderno del nome
- Un demone Dahak appare nella serie Tv Xena - Principessa guerriera.
- Azi Dahaka è anche il nome di un mostro tipo Bestia protettrice nel gioco Final Fantasy X-2.
- Il Dahaka è il demone che per tutto il gioco Prince of Persia: Spirito guerriero inseguirà il principe.
- Il nome "Zahhak" è utilizzato come cognome per due personaggi nel webcomic Homestuck.
- Azi Dahaka compare anche nella Light Novel di High School DxD come uno dei Draghi Malvagi.
- Azi Dahaka è anche il nome di uno degli antagonisti nel videogioco action RPG Dragon Valor.
- "Evil Dragon Lord Azi Dahaka" è il nome dell'abilità finale di Vega nella light novel "Tensei Shitara Slime Datta Ken"